# Jodi
Jodi és un duet d'artistes d'internet format per Joan Heemskerk, dels Països Baixos, i Dirk Paesmans, de Bèlgica.

## Trajectòria
Tenen antecedents en la fotografia i en el vídeo artístic. A partir de la meitat de la dècada de 1990 començaren a crear obres artístiques originals per a la World Wide Web. Anys després, també es canviaren al software artístic i a la modificació artística de jocs d'ordinador. Des del 2002 han estat en un període de «captura de pantalla», fent obres en vídeo gravant la pantalla de llur monitor mentre treballaven, jugaven a videojocs o programaven.
En treballs més recents, modificaren videojocs antics, com Wolfenstein 3D, Quake, Jet Silly Willy i Max Payne 2. L'apropament de Jodi a la modificació de jocs és comparable al desconstructivisme en l'arquitectura, atès que ells desarmen un joc fins a les parts més bàsiques i el refan de tal forma que no té sentit intuïtiu. Una de les seves modificacions més conegudes de Quake ubica el jugador dins un cub tancat amb patrons rotatoris en blanc i negre a cada costat. Aquest patró és el resultat d'un error en el motor del joc que els artistes van descobrir, suposadament, mitjançant el mètode de prova i error; és generat al moment quan el motor de Quake intenta i falla en visualitzar l'interior d'un cub amb interiors quadriculats en blanc i negre.
El període de «captura de pantalla» de Jodi començà amb el vídeo d'instal·lació a quatre pantalles 'My%Desktop' (2002), que fou estrenat a l'Eyebeam Atelier de Nova York. La peça, pel que sembla, il·lustrava ordinadors gegantescos amb Macintosh OS 9 treballant descontroladament: obrint cascades de finestres a través de la pantalla, missatges d'error codificats i arxius replicant-se interminablement. Això, però, no era un ordinador embogit, sinó un usuari de l'ordinador que embogia. Per fer aquest vídeo, Jodi simplement feia clics a l'atzar i arrossegava el ratolí de forma tan descontrolada que semblava que cap humà no pogués estar en control d'un caos tal. Mentre els gràfics esclataven a través de la pantalla, l'espectador gradualment s'adonava que allò que inicialment semblava ser un error d'ordinador era en realitat l'obra d'un humà irracional, a qui li agrada jugar, o embogit.
L'obra de Jodi ha estat inclosa en algunes exposicions i festivals internacionals, com la documenta X el 1997. Va rebre un premi Webby en la categoria d'Arts el 1999.

## Obres
- http://geogeo.jodi.org/
- http://map.jodi.org/ | Mapa personal de la web.
- http://404.jodi.org/ | Jugant amb l'error 404.
- http://oss.jodi.org/ | Una "desconstrucció" de la interfície d'usuari de Windows i Mac OS 9, també llançada en CD-ROM.
- http://sod.jodi.org/ | Modificació de Wolfenstein 3D.
- http://asdfg.jodi.org/
- http://text.jodi.org/
- http://jetsetwilly.jodi.org/
- http://www.wrongbrowser.com/ | Absurda interpretació artística d'un navegador [si n'instal·les un, fes servir Ctrl+Alt+Del per sortir].
- http://www.untitled-game.org/ | També en CD-ROM, dotze modificacions de Quake.
- http://maxpaynecheatsonly.jodi.org/ | Errors en funcions del videojoc Max Payne 2, nova obra apareguda el maig de 2006.
- Entrevista amb Jodi als arxius de la llista de correu de nettime